# Философия на икономиката
Философия и икономика (също философия на икономиката) може да се отнася до този клон на философията, която изучава въпросите, свързани с икономиката или, алтернативно, клонът на икономиката, който изучава нейните основи и статут като морална наука.

## Основни фигури
- Кенет Ароу
- Кенет Бинмор
- Милтън Фридман
- Фридрих Хайек
- Дейвид Хюм
- Джон Мейнард Кейнс
- Джон Невил Кейнс
- Джон Лок
- Карл Маркс
- Джон Стюарт Мил
- Айн Ранд
- Джон Ролс
- Мъри Ротбард
- Пол Самюелсън
- Е. Ф. Шумахер
- Амартя Сен
- Адам Смит
- Лудвиг фон Мизес
- Бернард Уилямс